# Edmond Eugène Valton
Pour les articles homonymes, voir Valton.
Edmond Eugène Valton (Paris, 25 septembre 1836 - Maule, 27 août 1910) est un peintre et dessinateur français.

## Biographie
Frère aîné du sculpteur animalier Charles Valton (1851-1918), Edmond Valton  fut l'un des fondateurs avec Hector Guimard, Georges Seurat, Paul Signac, Henri-Edmond Cross, du Salon des indépendants en 1884, en réaction au conservatisme du salon officiel de Paris.
Ainsi, il présida la Société des Artistes Indépendants  de 1889 à 1908.
Il enseigna à l'école Germain Pilon, fusionnée en 1925 avec d'autres Instituts aujourd'hui réunis sous l'enseigne de  l’École Nationale Supérieure des Arts Appliqués et des Métiers d'Art.
Il eut pour maîtres Félix Fossey, Célestin Nanteuil, Paul Delaroche, Merry-Joseph Blondel, Pierre-Jean David d'Angers et Thomas Couture à l'École nationale supérieure des beaux-arts de Paris et pour élèves notamment Marcel L'Enfant et Berthold Mahn. 
Il a écrit 3 ouvrages sur l'art du dessin : 
- Le dessin :  théorique et pratique, 1888
- Méthode pour dessiner : conseils pratiques, 1890
- Les monstres dans l'art, 1905

Parmi ses œuvres les plus notables, il faut citer le portrait de Thomas Couture (1904), conservé au Musée d'art et d'archéologie de Senlis, ainsi que «The Scholar » (1869), conservé à la  National Gallery of Art à Washington.

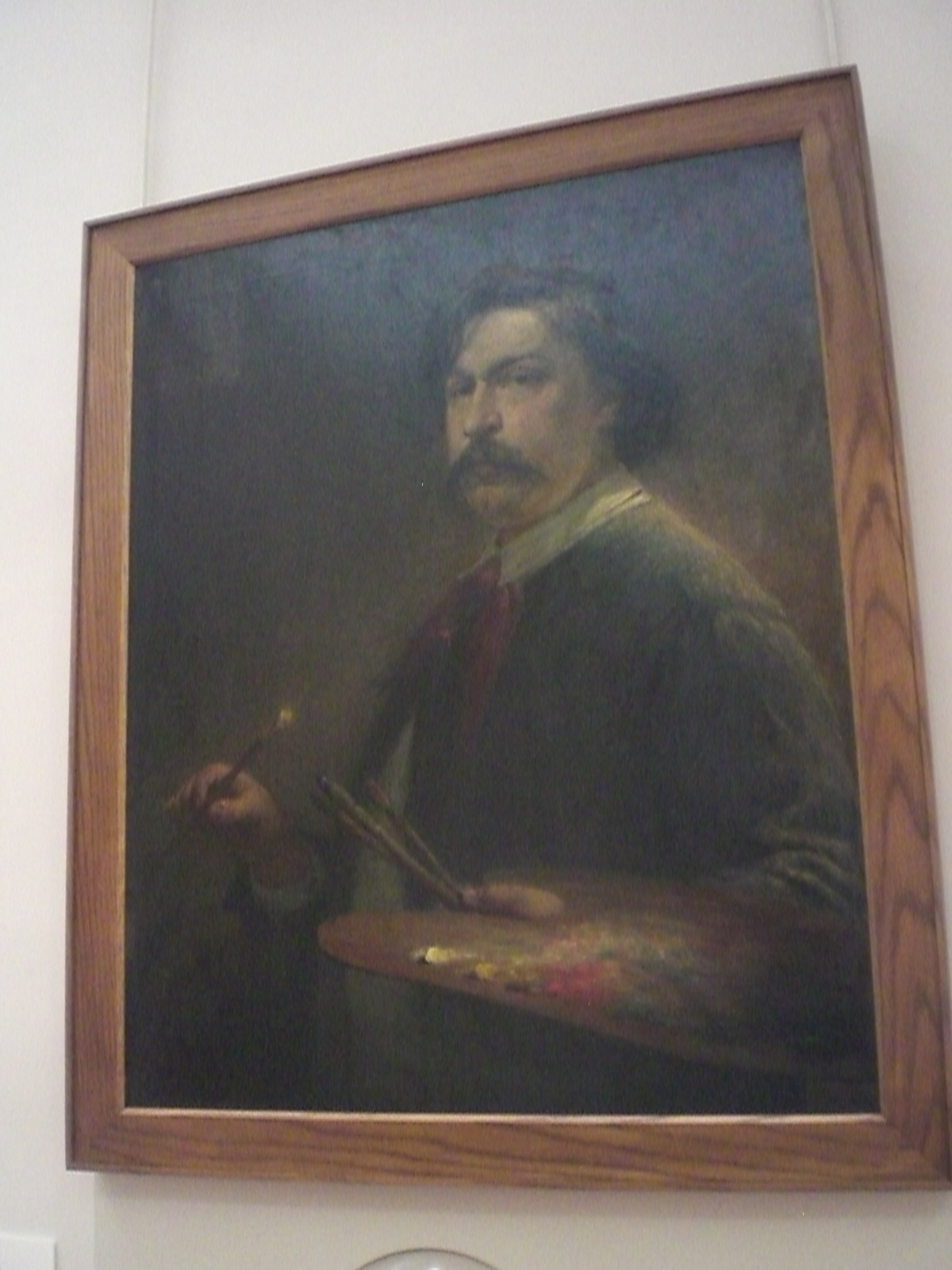
Portrait de Thomas Couture (1904), Musée d'art et d'archéologie de Senlis
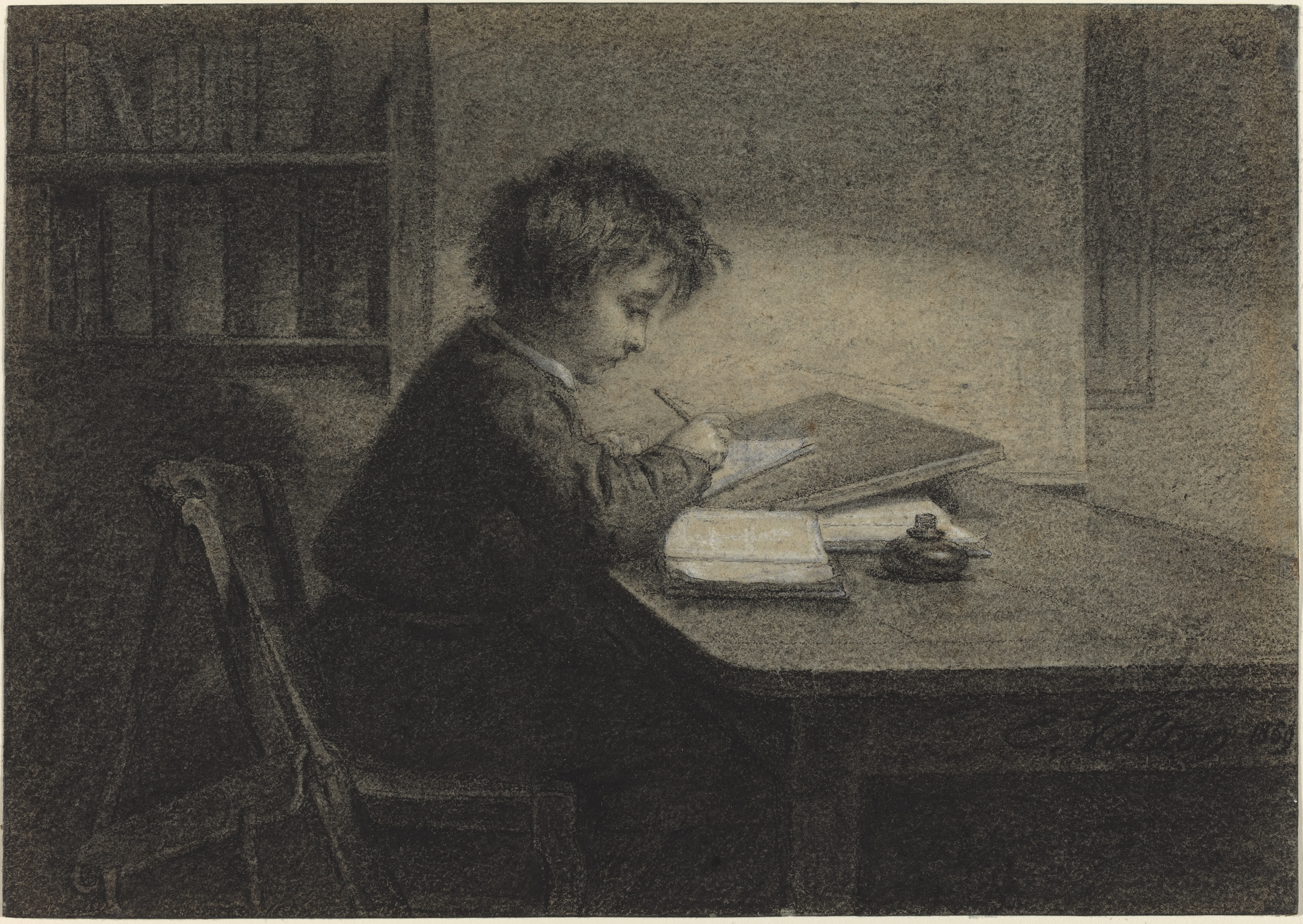
The Scholar (1869), National Gallery of Art Washington, D.C.

## Élèves
- Marcel L'Enfant
- Berthold Mahn